# Isola dei Porri
Isola dei Porri este o arie protejată (arie specială de conservare — SAC, sit de importanță comunitară — SCI) din Italia întinsă pe o suprafață de 16 ha, din care 96 % marine.

## Localizare
Centrul sitului Isola dei Porri este situat la coordonatele 36°41′08″N 14°55′56″E / 36.685428°N 14.932233°E.

## Înființare
Situl Isola dei Porri a fost declarat sit de importanță comunitară în septembrie 1995 pentru a proteja . Situl a fost protejat și ca arie specială de conservare în decembrie 2017.

## Biodiversitate
Situată în ecoregiunea mediteraneană, aria protejată conține 2 habitate naturale: Recifuri, Straturi cu Posidonia (Posidonion oceanicae).
La baza desemnării sitului se află un număr nedeclarat de specii protejate:
Pe lângă speciile protejate, pe teritoriul sitului au mai fost identificate 5 specii de plante, 1 specie de păsări.